# منوخ ( اليمن )
منوخ هي قرية في شمال - شمال شرق اليمن. وهي تقع في مديرية زمخ و منوخ في محافظة حضرموت.

## روابط خارجية
- المدن والقرى في محافظة حضرموت

1. ↑  GeoNames (بالإنجليزية), 2005, QID:Q830106